# سامی کسار
سامی کسار (انگلیسی: Sami Kassar؛ زادهٔ ۲ ژوئن ۱۹۹۰) یک ورزشکار است.